# 미카엘 판 랑런
미카엘 판 랑런(네덜란드어: Michael van Langren, 1600년?~1675년 5월)은 네덜란드의 지리학자이다.
약 1600년에 암스테르담 혹은 안트베르펜에서 태어났다. 아버지 역시 지리학자였다. 그의 가족은 가톨릭이었기 때문에 지금의 벨기에 지역으로 이주하였다.